# Bach-Werke-Verzeichnis Anhang

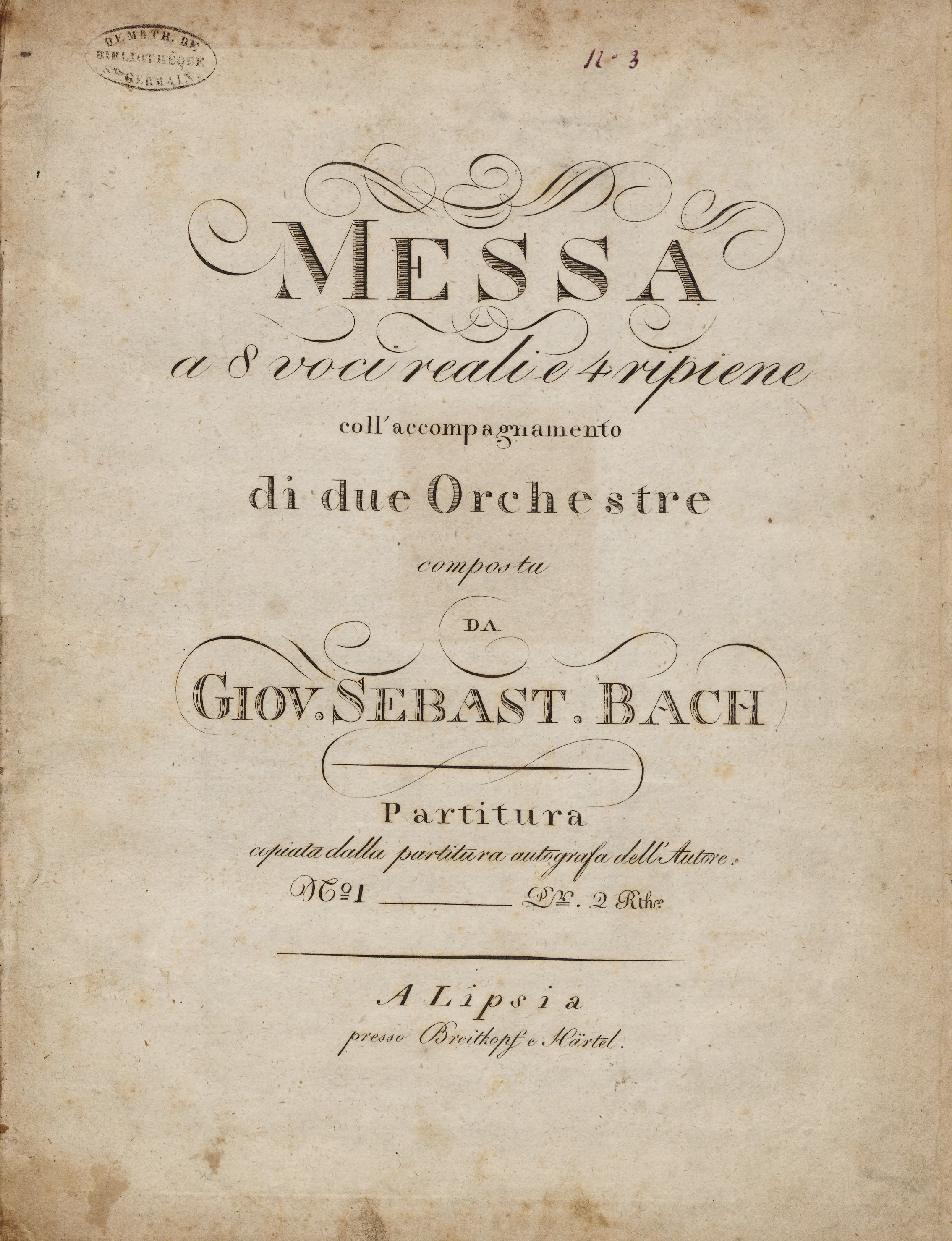
Portada de la edición de 1805 del Kyrie–Gloria Misa para coro doble, BWV Anh. 167– en aquel momento atribuido a Johann Sebastian Bach.

Bach-Werke-Verzeichnis Anhang (en alemán, anexo de catálogo de las obras de Bach), abreviado como BWV Anh., es una lista de obras perdidas, de dudosa autoría y espurias de Johann Sebastian Bach.

## Historia

### Primera edición delBach-Werke-Verzeichnis(1950)
En 1950, se publicó el Bach-Werke-Verzeichnis, destinando un número único a cada composición conocida de Bach. Wolfgang Schmieder, el editor de aquel catálogo, agrupó las composiciones por género, en gran parte siguiendo el Bach-Gesellschaft (BG) (por ejemplo, BG número de cantata = BWV número de cantata):
1. Kantaten (Cantatas), BWV 1–224
2. Motetten (Motetes), BWV 225–231
3. Messen, Messensätze, Magnificat (Misas, movimientos de misa, Magnificat), BWV 232–243
4. Passionen, Oratorien (Pasiones, Oratorios), BWV 244–249
5. Vierstimmige Choräle (Corales en cuatro partes), BWV 250–438
6. Lieder, Arien, Quodlibet (Canciones, Arias y Quodlibet), BWV 439–524
7. Werke für Orgel (Obras para órgano), BWV 525–771
8. Werke für Klavier (Composiciones para teclado), BWV 772–994
9. Werke für Laute (Composiciones para laúd), BWV 995–1000
10. Kammermusik (Música de cámara), BWV 1001–1040
11. Orchesterwerke (Obras para orquesta), BWV 1041–1071, originalmente en dos capítulos separados: Conciertos (BWV 1041–1065) y Oberturas (BWV 1066–1071)
12. Kanons (Cánones), BWV 1072–1078
13. Musikalisches Opfer, Kunst der Fuge (Ofrenda Musical, Arte de la fuga), BWV 1079–1080

El anexo (Anhang) del BWV listaba las obras que no eran adecuadas para el catálogo principal, en tres secciones:
- I – obras perdidas o de las que sólo e conservaba una pequeña parte (BWV Anh. 1–23)
- II – obras de dudosa autenticidad (BWV Anh. 24–155)
- III – obras que fueron espúriamente atribuidas a Bach (BWV Anh. 156–189)

Dentro de cada sección del Anhang las obras están ordenadas por género, siguiendo la misma secuencia de géneros que el catálogo principal.

### Segunda edición delBach-Werke-Verzeichnis(1990 y 1998)
Schmieder publicó la segunda edición del BWV en 1990, con algunas modificaciones con respecto a discriminaciones de autenticidad y añadía más obras al catálogo principal y al anexo. Se abandonó la ordenación numérica estricta para insertar adiciones pr cuando por otras razones se reagrupaban composiciones. Las discriminaciones de autenticidad, basadas en una nueva investigación, pudieron llevar a reubicaciones dentro del catálogo tales como por ejemplo el BWV Anh. II 114 se convirtió en el BWV Anh. 114 / Anh. III 183→, indicando que se la había considerado como obra espuria.
En 1998, Alfred Dürr y Yoshitake Kobayashi publicaron una pequeña edición del catálogo, basada en la segunda edición de 1990. Esta edición, conocida como BWV2a, contenía algunas actualizaciones y reajustes en la ordenación.
Las nuevas adiciones (Nachträge) del BWV2/BWV2a incluían:
- BWV 1081–1126
- BWV Anh. 190–213

Algunas composiciones fueron renumeradas y pasadas del anexo al catálogo principal después de demostrarse la autoría de Bach. Se les asignó un número superior a 1080. Por ejemplo, BWV Anh. 205 (BWV2) → BWV 1121 (BWV2a, que está en la sección 7 como obra para órgano).
También se realizaron renumeraciones o se añadieron nuevos números para versiones tempranas o alternativas de la misma composición y se indicaba añadiendo una letra minúscula al número BWV. Por ejemplo, BWV Anh. 198 fue renumerado como BWV 149/1a (versión temprana abandonada del movimiento de apertura de la cantata BWV 149). La barra indica el movimiento: por ejemplo, BWV 149/1 indica el primer movimiento de la cantata BWV 149.

### Bachs Notenbibliothek(1992)
Kirsten Beißwenger publicó la Bachs Notenbibliothek (BNB) en 1992. Era un compendio de las obras musicales de Bach e incluía las que estaban correctamente atribuidas a él y las de otros compositores de las que Bach tenía una copia. Varias composiciones del último grupo están incluidas en el BWV Anh. (mayoritariamente en Anh. III). Por ejemplo, Kyrie–Gloria Mass for double choir, BWV Anh. 167, incluida como BNB I/An/3 en el catálogo de Beißwenger.

### sigloXXI
A mediados de 2018, el sitio web Bach Digital empezó a implementar los números nuevos de la siguiente edición del Bach-Werke-Verzeichnis. Los editores de esta tercera edición (proyectada para ser publicada en 2020) reconoce que el BWV Anh. se ha convertido en gran parte en inmanejable, pidiendo una nueva aproximación.

## Lista
| BWV              | 2a                                                          | Fecha                                                       | Nombre | Clave                                                       | Partitura                                                   | BG                                                          | NBE                                                         | Información adicional                                                                            | BD |
| ---------------- | ----------------------------------------------------------- | ----------------------------------------------------------- | --- | ----------------------------------------------------------- | ----------------------------------------------------------- | ----------------------------------------------------------- | ----------------------------------------------------------- | ------------------------------------------------------------------------------------------------ | --- |
| Anh. I           | Fragmentos – obras perdidas                                 | Fragmentos – obras perdidas                                 | Fragmentos – obras perdidas                                                                                      | Fragmentos – obras perdidas                                 | Fragmentos – obras perdidas                                 | Fragmentos – obras perdidas                                 | Fragmentos – obras perdidas                                 | Fragmentos – obras perdidas                                                                      | |
| I 1              | I                                                           | 1725-07-15?                                                 | Cantata Gesegnet ist die Zuversicht (Trinity VII)                                                                |                                                             | SATB 2Fl Str Bc                                             |                                                             |                                                             | de Telemann (TWV 1:617)?; texto de Neumeister?                                                   | «Bach Digital». Consultado el 24 de abril de 2020.                                                    |
| I 2              | I                                                           |                                                             | |                                                             |                                                             |                                                             |                                                             | véase BWV 1137                                                                                   | «Bach Digital». Consultado el 24 de abril de 2020.                                                    |
| I 3              | I                                                           |                                                             | |                                                             |                                                             |                                                             |                                                             | véase BWV 1140                                                                                   | «Bach Digital». Consultado el 24 de abril de 2020.                                                    |
| I 4              | I                                                           |                                                             | |                                                             |                                                             |                                                             |                                                             | véase BWV 1139.1                                                                                 | «Bach Digital». Consultado el 24 de abril de 2020.                                                    |
| I 4a             | I                                                           |                                                             | |                                                             |                                                             |                                                             |                                                             | véase BWV 1139.2                                                                                 | «Bach Digital». Consultado el 24 de abril de 2020.                                                    |
| I 5              | I                                                           |                                                             | |                                                             |                                                             |                                                             |                                                             | véase BWV 1147                                                                                   | «Bach Digital». Consultado el 24 de abril de 2020.                                                    |
| I 6              | I                                                           |                                                             | |                                                             |                                                             |                                                             |                                                             | véase BWV 1151                                                                                   | «Bach Digital». Consultado el 24 de abril de 2020.                                                    |
| I 7              | I                                                           |                                                             | |                                                             |                                                             |                                                             |                                                             | véase BWV 1153                                                                                   | «Bach Digital». Consultado el 24 de abril de 2020.                                                    |
| I 8              | I                                                           |                                                             | |                                                             |                                                             |                                                             |                                                             | véase BWV 1152                                                                                   | «Bach Digital». Consultado el 24 de abril de 2020.                                                    |
| I 9              | I                                                           |                                                             | |                                                             |                                                             |                                                             |                                                             | véase BWV 1156                                                                                   | «Bach Digital». Consultado el 24 de abril de 2020.                                                    |
| I 10             | I                                                           |                                                             | |                                                             |                                                             |                                                             |                                                             | véase BWV 1160                                                                                   | «Bach Digital». Consultado el 24 de abril de 2020.                                                    |
| I 11             | I                                                           |                                                             | |                                                             |                                                             |                                                             |                                                             | véase BWV 1157                                                                                   | «Bach Digital». Consultado el 24 de abril de 2020.                                                    |
| I 12             | I                                                           |                                                             | |                                                             |                                                             |                                                             |                                                             | véase BWV 1158                                                                                   | «Bach Digital». Consultado el 24 de abril de 2020.                                                    |
| I 13             | I                                                           |                                                             | |                                                             |                                                             |                                                             |                                                             | véase BWV 1161                                                                                   | «Bach Digital». Consultado el 24 de abril de 2020.                                                    |
| I 14             | I                                                           |                                                             | |                                                             |                                                             |                                                             |                                                             | véase BWV 1144                                                                                   | «Bach Digital». Consultado el 24 de abril de 2020.                                                    |
| I 15             | I                                                           |                                                             | |                                                             |                                                             |                                                             |                                                             | véase BWV 1148                                                                                   | «Bach Digital». Consultado el 24 de abril de 2020.                                                    |
| I 16             | I                                                           | 1735-11-09                                                  | Cantata Schließt die Gruft! ihr Trauerglocken (luto por Hedwig de Mecklenburg-Güstrow)                           |                                                             |                                                             |                                                             |                                                             | de Roemhildt; texto de Hoffmann, B.                                                              | «Bach Digital». Consultado el 24 de abril de 2020.                                                    |
| I 17             | I                                                           |                                                             | Cantata Mein Gott, nimm die gerechte véasele (funeral)                                                           |                                                             | SATB 2Oba Str Bas Bc                                        |                                                             | I/33                                                        |                                                                                                  | «Bach Digital». Consultado el 24 de abril de 2020.                                                    |
| I 18             | I                                                           |                                                             | |                                                             |                                                             |                                                             |                                                             | véase BWV 1162                                                                                   | «Bach Digital». Consultado el 24 de abril de 2020.                                                    |
| I 19             | I                                                           | 1734-11-21                                                  | Cantata secular Thomana saß annoch betrübt (welcome to Johann August Ernesti as new rector of St. Thomas school) |                                                             |                                                             |                                                             | I/39                                                        | ¿texto de Johann August Landvoigt?                                                               | «Bach Digital». Consultado el 24 de abril de 2020.                                                    |
| I 20             | I                                                           |                                                             | |                                                             |                                                             |                                                             |                                                             | véase BWV 1155                                                                                   | «Bach Digital». Consultado el 24 de abril de 2020.                                                    |
| N 190            | I                                                           | 1729-04-18                                                  | Cantata Ich bin ein Pilgrim auf der Welt (Pascua 2)                                                              |                                                             | b Bc ...                                                    |                                                             | I/33                                                        | de Bach, C. P. E.?; texto de Picander                                                            | «Bach Digital». Consultado el 24 de abril de 2020.                                                    |
| N 191            | I                                                           | 1715-05-19                                                  | Cantata Leb ich oder leb ich nicht (cantata)                                                                     |                                                             |                                                             |                                                             |                                                             | texto de Franck, S.                                                                              | «Bach Digital». Consultado el 24 de abril de 2020.                                                    |
| N 192            | I                                                           |                                                             | |                                                             |                                                             |                                                             |                                                             | véase BWV 1138.1                                                                                 | «Bach Digital». Consultado el 24 de abril de 2020.                                                    |
| N 193            | I                                                           |                                                             | |                                                             |                                                             |                                                             |                                                             | véase BWV 1141                                                                                   | «Bach Digital». Consultado el 24 de abril de 2020.                                                    |
| N 194            | I                                                           |                                                             | |                                                             |                                                             |                                                             |                                                             | véase BWV 1154                                                                                   | «Bach Digital». Consultado el 24 de abril de 2020.                                                    |
| N 195            | I                                                           | 1723-06-09                                                  | Cantata secular Murmelt nur, ihr heitern Bäche (celebración de Johann Florenz Rivinus)                           |                                                             |                                                             |                                                             |                                                             | texto en Acta Lipsiensium, 1723, Vol. 5, pp. 515–619                                             | «Bach Digital». Consultado el 24 de abril de 2020.                                                    |
| N 196            | I                                                           |                                                             | |                                                             |                                                             |                                                             |                                                             | véase BWV 1163                                                                                   | «Bach Digital». Consultado el 24 de abril de 2020.                                                    |
| N 197            | I                                                           |                                                             | |                                                             |                                                             |                                                             |                                                             | véase BWV 1150                                                                                   | «Bach Digital». Consultado el 24 de abril de 2020.                                                    |
| N 198            | I                                                           |                                                             | |                                                             |                                                             |                                                             |                                                             | véase BWV 149/1a                                                                                 | «Bach Digital». Consultado el 24 de abril de 2020.                                                    |
| N 199            | I                                                           |                                                             | |                                                             |                                                             |                                                             |                                                             | véase BWV 1135                                                                                   | «Bach Digital». Consultado el 24 de abril de 2020.                                                    |
| N 200            | I                                                           | circa 1713–1715                                             | Preludio coral O Traurigkeit, o Herzeleid (boceto no usado de Orgelbüchlein)                                     |                                                             | Órgano                                                      |                                                             | IV/1: 46                                                    | después Z 1915; en SBB P 283                                                                     | «Bach Digital». Consultado el 24 de abril de 2020.                                                    |
| N 209            | I                                                           |                                                             | |                                                             |                                                             |                                                             |                                                             | véase BWV 1136                                                                                   | «Bach Digital». Consultado el 24 de abril de 2020.                                                    |
| N 210            | I                                                           | 1734-10-04                                                  | it (leave-taking of Johann Matthias Gesner)                                                                      |                                                             |                                                             |                                                             |                                                             | texto en 2° Poet. Germ. I, 6425: 4 Rara; /1 → BWV 193a/7, 193/3?                                 | «Bach Digital». Consultado el 24 de abril de 2020.                                                    |
| N 211            | I                                                           |                                                             | |                                                             |                                                             |                                                             |                                                             | véase BWV 1145                                                                                   | «Bach Digital». Consultado el 24 de abril de 2020.                                                    |
| N 212            | I                                                           |                                                             | |                                                             |                                                             |                                                             |                                                             | véase BWV 1146                                                                                   | «Bach Digital». Consultado el 24 de abril de 2020.                                                    |
| N 213            | I                                                           |                                                             | Concerto | F maj.                                                      | Org                                                         |                                                             |                                                             | de Telemann; arr. de Bach                                                                        | «Bach Digital». Consultado el 24 de abril de 2020.                                                    |
| 223              | I                                                           | 1717–1718?                                                  | Cantata Meine véasele soll Gott loben                                                                            | B♭ maj.                                                     |                                                             |                                                             | I/34                                                        | de Handel?                                                                                       | «Bach Digital». Consultado el 24 de abril de 2020.                                                    |
| 224              | I                                                           | 1732                                                        | Aria "Reißt euch los, bekränkte Sinnen" (fragment)                                                               |                                                             | S                                                           |                                                             | I/41                                                        | de Bach, C. P. E.?; en SBB P 491                                                                 | «Bach Digital». Consultado el 24 de abril de 2020.                                                    |
| Anh. II          | Obras de dudosa autenticidad                                | Obras de dudosa autenticidad                                | Obras de dudosa autenticidad                                                                                     | Obras de dudosa autenticidad                                | Obras de dudosa autenticidad                                | Obras de dudosa autenticidad                                | Obras de dudosa autenticidad                                | Obras de dudosa autenticidad                                                                     | |
| 53               | II                                                          |                                                             | Aria "Schlage doch, gewünschte Stunde" (Funeral)                                                                 | E maj.                                                      | a Bel Str Bc                                                | 122: 53                                                     | I/41                                                        | de Hoffmann, M.?                                                                                 | «Bach Digital». Consultado el 24 de abril de 2020.                                                    |
| 142              | II                                                          |                                                             | Cantata Uns ist ein Kind geboren (Christmas)                                                                     | La menor                                                    | atbSATB 2Fl 2Ob Str Bc                                      | 30: 19                                                      | I/41                                                        | texto de Neumeister (reworked)                                                                   | «Bach Digital». Consultado el 24 de abril de 2020.                                                    |
| 189              | II                                                          |                                                             | Cantata Meine véasele rühmt und preist (German Magnificat, Visitation)                                           | B♭ maj.                                                     | t Fl Ob Vl Bc                                               | 37: 213                                                     | I/41                                                        | de Hoffmann, M.                                                                                  | «Bach Digital». Consultado el 24 de abril de 2020.                                                    |
| 217              | II                                                          |                                                             | Cantata Gedenke, Herr, wie es uns gehet (Epiphany I)                                                             |                                                             | satbSATB Fl Str Bc                                          | 41: 207                                                     | I/41                                                        | de Altnickol?                                                                                    | «Bach Digital». Consultado el 24 de abril de 2020.                                                    |
| 220              | II                                                          |                                                             | Cantata Lobt ihn mit Herz und Munde (24 June: feast of John the Baptist)                                         |                                                             | atbSATB Fl 2Ob Str Bc                                       | 41: 259                                                     | I/41                                                        |                                                                                                  | «Bach Digital». Consultado el 24 de abril de 2020.                                                    |
| 221              | II                                                          |                                                             | Cantata Wer sucht die Pracht, wer wünscht den Glanz                                                              |                                                             | tb 2Vl Bas Vc Org                                           |                                                             | I/41                                                        | en SBB P 191: 83–113                                                                             | «Bach Digital». Consultado el 24 de abril de 2020.                                                    |
| III 159          | II                                                          |                                                             | |                                                             |                                                             |                                                             |                                                             | véase BWV 1164                                                                                   | «Bach Digital». Consultado el 24 de abril de 2020.                                                    |
| II 25            | II                                                          | 1740–1742 (JSB)                                             | Kyrie–Gloria Mass                                                                                                | C maj.                                                      | SATB 2Tr 2Vl Org                                            | 111: XVI                                                    | II/9                                                        | de Bach, J. L.?                                                                                  | «Bach Digital». Consultado el 24 de abril de 2020.                                                    |
| 239              | II                                                          | 1738–1741 (JSB)                                             | Sanctus | Re menor                                                    | SATB Str Bc                                                 | 111: 89                                                     | II/9                                                        | after Caldara, Missa Providentiae/4                                                              | «Bach Digital». Consultado el 24 de abril de 2020.                                                    |
| II 28            | II                                                          |                                                             | Sanctus | B♭ maj.                                                     | SATB 2Ob 2Cor Str Bc                                        | 111: XVII                                                   | II/9                                                        |                                                                                                  | «Bach Digital». Consultado el 24 de abril de 2020.                                                    |
| II 29            | II                                                          | circa 1714–17                                               | Kyrie–Gloria Mass (only cello part extant)                                                                       | Do menor                                                    |                                                             |                                                             | II/9                                                        | en BKraków St 547                                                                                | «Bach Digital». Consultado el 24 de abril de 2020.                                                    |
| III 167          | II                                                          | 1738–1739 (JSB)                                             | Kyrie–Gloria Mass for two choirs                                                                                 | G maj.                                                      | 3SATB 3Ob Tai 2Vl 2Va 2Vne Bc Org                           |                                                             | II/9                                                        | de Bernhard, Krieger or Pohle?; en SBB P 659                                                     | «Bach Digital». Consultado el 24 de abril de 2020.                                                    |
| II 30            | II                                                          | 1690s (Tor.) circa 1742 (JSB)                               | Magnificat for double choir                                                                                      | C maj.                                                      | 2SATB 3Tr Tmp 2Vl 2Vla Bc                                   | 111: XV                                                     | II/9                                                        | after Torri, Magnificat; Tr3, Tmp de Bach                                                        | «Bach Digital». Consultado el 24 de abril de 2020.                                                    |
| 246              | II                                                          | 1730-04-07 (JSB)                                            | Passion St Luke Passion                                                                                          |                                                             | ssatbSATB 2Fl 2Ob Tai Bas Str Bc                            | 452                                                         | II/9: 65                                                    | → BWV 246/40a; en SBB P 1017                                                                     | «Bach Digital». Consultado el 24 de abril de 2020.                                                    |
| II 31            | II                                                          |                                                             | Coral Herr Gott, dich loben alle wir                                                                             |                                                             | SATB 2Tr 3Ob Str Bc                                         |                                                             |                                                             | en SBB P 101                                                                                     | «Bach Digital». Consultado el 24 de abril de 2020.                                                    |
| N 201            | II                                                          |                                                             | Coral Du Friedefürst, Herr Jesu Christ                                                                           |                                                             | SATB                                                        |                                                             |                                                             | de de                                                                                            | «Bach Digital». Consultado el 24 de abril de 2020.                                                    |
| N 202            | II                                                          |                                                             | Coral Gott hat das Evangelium                                                                                    |                                                             | SATB                                                        |                                                             |                                                             | de {Daniel Vetter                                                                                | «Bach Digital». Consultado el 24 de abril de 2020.                                                    |
| N 203            | II                                                          |                                                             | Coral Ich hebe meine Augen auf                                                                                   |                                                             | SATB                                                        |                                                             |                                                             | de Daniel Vetter                                                                                 | «Bach Digital». Consultado el 24 de abril de 2020.                                                    |
| N 204            | II                                                          |                                                             | Coral O Traurigkeit, o Herzeleid                                                                                 |                                                             | SATB                                                        |                                                             |                                                             | de Daniel Vetter                                                                                 | «Bach Digital». Consultado el 24 de abril de 2020.                                                    |
| II 32            | II                                                          | 1704                                                        | scores No. 1 "Getrost mein Geist, wenn Wind und Wetter krachen"                                                  |                                                             | Voz Bc                                                      |                                                             |                                                             | en Deutsche Übersetzungen und Gedichte                                                           | «Bach Digital». Consultado el 24 de abril de 2020.                                                    |
| II 33            | II                                                          | 1704                                                        | scores No. 2 "Mein Jesus, spare nicht"                                                                           |                                                             | Voz Bc                                                      |                                                             |                                                             | en Deutsche Übersetzungen und Gedichte                                                           | «Bach Digital». Consultado el 24 de abril de 2020.                                                    |
| II 34            | II                                                          | 1704                                                        | scores No. 3 "Kann ich mit einem Tone"                                                                           |                                                             | Voz Bc                                                      |                                                             |                                                             | en Deutsche Übersetzungen und Gedichte                                                           | «Bach Digital». Consultado el 24 de abril de 2020.                                                    |
| II 35            | II                                                          | 1704                                                        | scores No. 4 "Meine véasele lass die Flügel"                                                                     |                                                             | Voz Bc                                                      |                                                             |                                                             | en Deutsche Übersetzungen und Gedichte                                                           | «Bach Digital». Consultado el 24 de abril de 2020.                                                    |
| II 36            | II                                                          | 1704                                                        | scores No. 5 "Ich stimm' itzund ein Straff-Lied an"                                                              |                                                             | Voz Bc                                                      |                                                             |                                                             | en Deutsche Übersetzungen und Gedichte                                                           | «Bach Digital». Consultado el 24 de abril de 2020.                                                    |
| II 37            | II                                                          | 1704                                                        | scores No. 6 "Der schwarze Flügel trüber Nacht"                                                                  |                                                             | Voz Bc                                                      |                                                             |                                                             | en Deutsche Übersetzungen und Gedichte                                                           | «Bach Digital». Consultado el 24 de abril de 2020.                                                    |
| II 38            | II                                                          | 1704                                                        | scores No. 7 "Das Finsterniß tritt ein"                                                                          |                                                             | Voz Bc                                                      |                                                             |                                                             | en Deutsche Übersetzungen und Gedichte                                                           | «Bach Digital». Consultado el 24 de abril de 2020.                                                    |
| II 39            | II                                                          | 1704                                                        | scores No. 8 "Ach was wollt ihr trüben Sinnen"                                                                   |                                                             | Voz Bc                                                      |                                                             |                                                             | en Deutsche Übersetzungen und Gedichte                                                           | «Bach Digital». Consultado el 24 de abril de 2020.                                                    |
| II 40            | II                                                          | 1736                                                        | scores |                                                             | Voz Kb                                                      |                                                             |                                                             | en scores                                                                                        | «Bach Digital». Consultado el 24 de abril de 2020.                                                    |
| II 41            | II                                                          | 1736                                                        | scores |                                                             | Voz Kb                                                      |                                                             |                                                             | en scores                                                                                        | «Bach Digital». Consultado el 24 de abril de 2020.                                                    |
| 571              | II                                                          | c. 1704                                                     | Fantasia, a.k.a. Concerto                                                                                        | G maj.                                                      | Órgano                                                      | 38: 67                                                      | IV/11: 35                                                   | [ 31 ] [ 32 ]                                                                                    | «Bach Digital». Consultado el 24 de abril de 2020.                                                    |
| 580              | II                                                          |                                                             | Fuga | D maj.                                                      | Órgano                                                      | 38: 215                                                     |                                                             | [ 33 ]                                                                                           | «Bach Digital». Consultado el 24 de abril de 2020.                                                    |
| II 42            | II                                                          |                                                             | Fuga en fa mayor, BWV Anh. 42                                                                                    | F maj.                                                      | Órgano                                                      |                                                             |                                                             | en SBB P 817: 1–3                                                                                | «Bach Digital». Consultado el 24 de abril de 2020.                                                    |
| 576              | II                                                          |                                                             | Fuga | G maj.                                                      | Órgano                                                      | 38: 106                                                     | IV/11                                                       | [ 34 ]                                                                                           | «Bach Digital». Consultado el 24 de abril de 2020.                                                    |
| 577              | II                                                          |                                                             | Fuga | G maj.                                                      | Órgano                                                      | 38: 111                                                     | IV/11: 44                                                   | [ 35 ]                                                                                           | «Bach Digital». Consultado el 24 de abril de 2020.                                                    |
| 581              | II                                                          |                                                             | scores | G maj.                                                      | Órgano                                                      |                                                             | IV/11                                                       | de Homilius?                                                                                     | «Bach Digital». Consultado el 24 de abril de 2020.                                                    |
| 131a             | II                                                          |                                                             | Fuga | Sol menor                                                   | Órgano                                                      | 38: 217                                                     | IV/11: 3                                                    | after BWV 131/5                                                                                  | «Bach Digital». Consultado el 24 de abril de 2020.                                                    |
| 536a             | II                                                          | circa 1760–1789?                                            | Prelude and Fuga                                                                                                 | La mayor                                                    | Órgano                                                      |                                                             | IV/6: 114                                                   | after BWV 536, 152/1; arr. de Scholz?                                                            | «Bach Digital». Consultado el 24 de abril de 2020.                                                    |
| 545b             | II                                                          | 1708–1717                                                   | Prelude, Trio and Fuga                                                                                           | Si bemol mayor                                              | Órgano                                                      |                                                             | IV/11: 6                                                    | after BWV 545a; ↔ 545, 1029/3                                                                    | «Bach Digital». Consultado el 24 de abril de 2020.                                                    |
| 553              | II                                                          |                                                             | Eight Short Preludes and Fugas No. 1                                                                             | Do mayor                                                    | Órgano                                                      | 38: 23                                                      | IV/11                                                       | de Krebs, J. T. or J. L.?                                                                        | «Bach Digital». Consultado el 24 de abril de 2020.                                                    |
| 554              | II                                                          |                                                             | Eight Short Preludes and Fugas No. 2                                                                             | Re menor                                                    | Órgano                                                      | 38: 27                                                      | IV/11                                                       | de Krebs, J. T. or J. L.?                                                                        | «Bach Digital». Consultado el 24 de abril de 2020.                                                    |
| 555              | II                                                          |                                                             | Eight Short Preludes and Fugas No. 3                                                                             | Mi menor                                                    | Órgano                                                      | 38: 30                                                      | IV/11                                                       | de Krebs, J. T. or J. L.?                                                                        | «Bach Digital». Consultado el 24 de abril de 2020.                                                    |
| 556              | II                                                          |                                                             | Eight Short Preludes and Fugas No. 4                                                                             | Fa mayor                                                    | Órgano                                                      | 38: 33                                                      | IV/11                                                       | de Krebs, J. T. or J. L.?                                                                        | «Bach Digital». Consultado el 24 de abril de 2020.                                                    |
| 557              | II                                                          |                                                             | Eight Short Preludes and Fugas No. 5                                                                             | Sol mayor                                                   | Órgano                                                      | 38: 36                                                      | IV/11                                                       | de Krebs, J. T. or J. L.?                                                                        | «Bach Digital». Consultado el 24 de abril de 2020.                                                    |
| 558              | II                                                          |                                                             | Eight Short Preludes and Fugas No. 6                                                                             | Sol menor                                                   | Órgano                                                      | 38: 39                                                      | IV/11                                                       | de Krebs, J. T. or J. L.?                                                                        | «Bach Digital». Consultado el 24 de abril de 2020.                                                    |
| 559              | II                                                          |                                                             | Eight Short Preludes and Fugas No. 7                                                                             | La menor                                                    | Órgano                                                      | 38: 42                                                      | IV/11                                                       | de Krebs, J. T. or J. L.?                                                                        | «Bach Digital». Consultado el 24 de abril de 2020.                                                    |
| 560              | II                                                          |                                                             | Eight Short Preludes and Fugas No. 8                                                                             | Si bemol mayor                                              | Órgano                                                      | 38: 45                                                      | IV/11                                                       | de Krebs, J. T. or J. L.?                                                                        | «Bach Digital». Consultado el 24 de abril de 2020.                                                    |
| 561              | II                                                          |                                                             | Fantasia and Fuga                                                                                                | La menor                                                    | Órgano                                                      | 38: 48                                                      |                                                             |                                                                                                  | «Bach Digital». Consultado el 24 de abril de 2020.                                                    |
| 584              | II                                                          |                                                             | scores | Sol menor                                                   | Órgano                                                      |                                                             | I/12: 23 IV/11                                              | after BWV 166/2                                                                                  | «Bach Digital». Consultado el 24 de abril de 2020.                                                    |
| 1027 /1a /2a /4a | II                                                          |                                                             | scores | Sol mayor                                                   | Órgano                                                      |                                                             | IV/11                                                       | after BWV 1027/1–2 /4, 1039/1–2 /4; arr. de Kellner, J. P.?                                      | «Bach Digital». Consultado el 24 de abril de 2020.                                                    |
| 591              | II                                                          |                                                             | Kleines harmonisches Laderinth                                                                                   |                                                             | Órgano                                                      | 38: 225                                                     | IV/11: 50                                                   | de Heinichen?                                                                                    | «Bach Digital». Consultado el 24 de abril de 2020.                                                    |
| 597              | II                                                          |                                                             | Concerto for solo organ                                                                                          | Mi bemol mayor                                              | Órgano                                                      |                                                             | IV/11                                                       | after lost model?                                                                                | «Bach Digital». Consultado el 24 de abril de 2020.                                                    |
| 598              | II                                                          |                                                             | Pedal-Exercitium (fragment)                                                                                      |                                                             | Órgano                                                      | 38: 210                                                     |                                                             | de Bach, C. P. E.?                                                                               | «Bach Digital». Consultado el 24 de abril de 2020.                                                    |
| 676a             | II                                                          | 1739–1789                                                   | Preludio coral Allein Gott en der Höh sei Ehr (later variant)                                                    |                                                             | Órgano                                                      | 40: 208                                                     | IV/4: KB 48                                                 | after BWV 676                                                                                    | «Bach Digital». Consultado el 24 de abril de 2020.                                                    |
| 683a             | II                                                          | 1739–1789                                                   | Preludio coral Vater unser im Himmelreich (later variant)                                                        |                                                             | Órgano                                                      |                                                             | IV/4: KB 51                                                 | after BWV 683                                                                                    | «Bach Digital». Consultado el 24 de abril de 2020.                                                    |
| N 205            | II                                                          |                                                             | |                                                             |                                                             |                                                             |                                                             | véase BWV 1121                                                                                   | «Bach Digital». Consultado el 24 de abril de 2020.                                                    |
| II 48            | II                                                          |                                                             | Preludio coral Allein Gott en der Höh sei Ehr                                                                    |                                                             | Órgano                                                      |                                                             |                                                             | de Walther (& Scholz?)                                                                           | «Bach Digital». Consultado el 24 de abril de 2020.                                                    |
| II 49            | II                                                          |                                                             | Preludio coral Ein feste Burg ist unser Gott                                                                     |                                                             | Órgano                                                      |                                                             |                                                             | de Walther?                                                                                      | «Bach Digital». Consultado el 24 de abril de 2020.                                                    |
| II 50            | II                                                          |                                                             | Preludio coral Erhalt uns, Herr, hei deinem Wort                                                                 |                                                             | Órgano                                                      |                                                             |                                                             |                                                                                                  | «Bach Digital». Consultado el 24 de abril de 2020.                                                    |
| II 51            | II                                                          |                                                             | Preludio coral Erstanden ist der heilge Christ                                                                   |                                                             | Órgano                                                      |                                                             |                                                             |                                                                                                  | «Bach Digital». Consultado el 24 de abril de 2020.                                                    |
| II 52            | II                                                          |                                                             | Preludio coral Freu dich sehr, o meine véasele                                                                   |                                                             | Órgano                                                      |                                                             |                                                             |                                                                                                  | «Bach Digital». Consultado el 24 de abril de 2020.                                                    |
| II 53            | II                                                          |                                                             | Preludio coral Freu dich sehr, o meine véasele                                                                   |                                                             | Órgano                                                      |                                                             |                                                             |                                                                                                  | «Bach Digital». Consultado el 24 de abril de 2020.                                                    |
| II 54            | II                                                          |                                                             | Preludio coral Helft mir Gotts Güte preisen                                                                      |                                                             | Órgano                                                      |                                                             |                                                             |                                                                                                  | «Bach Digital». Consultado el 24 de abril de 2020.                                                    |
| II 54            | II                                                          | Preludio coral Von Gott will ich nicht lassen               | |                                                             | Órgano                                                      |                                                             |                                                             |                                                                                                  | «Bach Digital». Consultado el 24 de abril de 2020.                                                    |
| II 55            | II                                                          | 1714-1717 or earlier                                        | scores |                                                             | Órgano                                                      |                                                             |                                                             |                                                                                                  | «Bach Digital». Consultado el 24 de abril de 2020.                                                    |
| II 58            | II                                                          |                                                             | Preludio coral Jesu, meine Freude                                                                                |                                                             | Órgano                                                      |                                                             |                                                             |                                                                                                  | «Bach Digital». Consultado el 24 de abril de 2020.                                                    |
| II 59            | II                                                          |                                                             | Preludio coral Jesu, meine Freude                                                                                |                                                             | Órgano                                                      |                                                             |                                                             |                                                                                                  | «Bach Digital». Consultado el 24 de abril de 2020.                                                    |
| II 60            | II                                                          |                                                             | scores |                                                             | Órgano                                                      |                                                             |                                                             | de Walther?                                                                                      | «Bach Digital». Consultado el 24 de abril de 2020.                                                    |
| II 62a           | II                                                          |                                                             | Preludio coral Sei Lob und Ehr mit hohem Preis                                                                   |                                                             | Órgano                                                      |                                                             |                                                             |                                                                                                  | «Bach Digital». Consultado el 24 de abril de 2020.                                                    |
| II 62b           | II                                                          |                                                             | Preludio coral Sei Lob und Ehr mit hohem Preis                                                                   |                                                             | Órgano                                                      |                                                             |                                                             |                                                                                                  | «Bach Digital». Consultado el 24 de abril de 2020.                                                    |
| II 63            | II                                                          |                                                             | Preludio coral Vom Himmel hoch                                                                                   |                                                             | Órgano                                                      |                                                             |                                                             |                                                                                                  | «Bach Digital». Consultado el 24 de abril de 2020.                                                    |
| II 64            | II                                                          |                                                             | Preludio coral Vom Himmel hoch                                                                                   |                                                             | Órgano                                                      |                                                             |                                                             |                                                                                                  | «Bach Digital». Consultado el 24 de abril de 2020.                                                    |
| II 65            | II                                                          |                                                             | Preludio coral Vom Himmel hoch                                                                                   |                                                             | Órgano                                                      |                                                             |                                                             |                                                                                                  | «Bach Digital». Consultado el 24 de abril de 2020.                                                    |
| II 66            | II                                                          |                                                             | Preludio coral Wachet auf, ruft uns                                                                              |                                                             | Órgano Tr                                                   |                                                             |                                                             | de Krebs, J. L.?                                                                                 | «Bach Digital». Consultado el 24 de abril de 2020.                                                    |
| II 67            | II                                                          |                                                             | Preludio coral Was Gott tut, das ist wohlgetan                                                                   |                                                             | Órgano                                                      |                                                             |                                                             |                                                                                                  | «Bach Digital». Consultado el 24 de abril de 2020.                                                    |
| II 68            | II                                                          |                                                             | Preludio coral Wer nur den lieben Gott läßt walten                                                               |                                                             | Órgano                                                      |                                                             |                                                             |                                                                                                  | «Bach Digital». Consultado el 24 de abril de 2020.                                                    |
| II 69            | II                                                          |                                                             | Preludio coral Wir glauben all an einen Gott                                                                     |                                                             | Órgano                                                      |                                                             |                                                             |                                                                                                  | «Bach Digital». Consultado el 24 de abril de 2020.                                                    |
| II 70            | II                                                          |                                                             | scores |                                                             | Órgano                                                      |                                                             |                                                             |                                                                                                  | «Bach Digital». Consultado el 24 de abril de 2020.                                                    |
| II 71            | II                                                          |                                                             | |                                                             |                                                             |                                                             |                                                             | véase BWV 1128                                                                                   | «Bach Digital». Consultado el 24 de abril de 2020.                                                    |
| II 72            | II                                                          |                                                             | Coral setting Christus der uns selig macht (Canon)                                                               |                                                             | Órgano                                                      |                                                             |                                                             |                                                                                                  | «Bach Digital». Consultado el 24 de abril de 2020.                                                    |
| II 74            | II                                                          |                                                             | scores |                                                             | Órgano                                                      |                                                             |                                                             |                                                                                                  | «Bach Digital». Consultado el 24 de abril de 2020.                                                    |
| II 75            | II                                                          |                                                             | scores |                                                             | Órgano                                                      |                                                             |                                                             |                                                                                                  | «Bach Digital». Consultado el 24 de abril de 2020.                                                    |
| II 76            | II                                                          |                                                             | scores |                                                             | Órgano                                                      |                                                             |                                                             |                                                                                                  | «Bach Digital». Consultado el 24 de abril de 2020.                                                    |
| II 77            | II                                                          |                                                             | scores |                                                             | Órgano                                                      |                                                             |                                                             |                                                                                                  | «Bach Digital». Consultado el 24 de abril de 2020.                                                    |
| II 78            | II                                                          |                                                             | scores |                                                             | Órgano                                                      |                                                             |                                                             |                                                                                                  | «Bach Digital». Consultado el 24 de abril de 2020.                                                    |
| II 79            | II                                                          |                                                             | Preludio coral Befiehl du deine Wege                                                                             |                                                             | Órgano                                                      |                                                             |                                                             |                                                                                                  | «Bach Digital». Consultado el 24 de abril de 2020.                                                    |
| 691a             | II                                                          | 1720–1789                                                   | Preludio coral Wer nur den lieben Gott läßt walten (variant)                                                     |                                                             | Órgano                                                      | 40: 151                                                     |                                                             | after BWV 691                                                                                    | «Bach Digital». Consultado el 24 de abril de 2020.                                                    |
| N 206            | II                                                          |                                                             | scores |                                                             | Órgano                                                      |                                                             |                                                             | de Pachelbel (P 376)                                                                             | «Bach Digital». Consultado el 24 de abril de 2020.                                                    |
| N 206            | II                                                          | scores                                                      | |                                                             | Órgano                                                      |                                                             |                                                             | de Pachelbel (P 376)                                                                             | «Bach Digital». Consultado el 24 de abril de 2020.                                                    |
| II 80            | II                                                          | 1707–1708 or earlier                                        | scores | Fa mayor                                                    | Teclado                                                     |                                                             | V/12                                                        |                                                                                                  | «Bach Digital». Consultado el 24 de abril de 2020.                                                    |
| 821              | II                                                          |                                                             | Suite | Si bemol mayor                                              | Teclado                                                     | 42: 213                                                     | V/12: 3                                                     | [ 49 ]                                                                                           | «Bach Digital». Consultado el 24 de abril de 2020.                                                    |
| 834              | II                                                          |                                                             | Allemande | Do menor                                                    | Teclado                                                     | 42: 259                                                     | V/12                                                        | [ 50 ]                                                                                           | «Bach Digital». Consultado el 24 de abril de 2020.                                                    |
| 839              | II                                                          | 1735-03-07 or earlier                                       | scores | Sol menor                                                   | Teclado                                                     |                                                             | V/12                                                        | en Notenbuch der Zeumerin                                                                        | «Bach Digital». Consultado el 24 de abril de 2020.                                                    |
| 844              | II                                                          |                                                             | Toccatina No. 4 Scherzo                                                                                          | Re menor                                                    | Teclado                                                     | 42: 220                                                     | V/12: 16                                                    | de Bach, W. F.? ↔ BWV 844a                                                                       | «Bach Digital». Consultado el 24 de abril de 2020.                                                    |
| 844a             | II                                                          |                                                             | Scherzo | Mi menor                                                    | Teclado                                                     | 42: 281                                                     | V/12: 22                                                    | de Bach, W. F.? (BR A55); ↔ BWV 844                                                              | «Bach Digital». Consultado el 24 de abril de 2020.                                                    |
| 845              | II                                                          |                                                             | Gigue | Fa menor                                                    | Teclado                                                     | 42: 263                                                     | V/12                                                        | [ 50 ]                                                                                           | «Bach Digital». Consultado el 24 de abril de 2020.                                                    |
| II 81            | II                                                          |                                                             | scores (incomplete)                                                                                              | Re menor                                                    | Teclado                                                     |                                                             | V/12                                                        | de Kellner, J. P.?                                                                               | «Bach Digital». Consultado el 24 de abril de 2020.                                                    |
| II 82            | II                                                          |                                                             | scores | Si bemol mayor                                              | Teclado                                                     |                                                             | V/12                                                        | de Bach, J. B.?                                                                                  | «Bach Digital». Consultado el 24 de abril de 2020.                                                    |
| II 83            | II                                                          |                                                             | scores | La mayor                                                    | Teclado                                                     |                                                             | V/12                                                        | de Bach, J. B. or H.?                                                                            | «Bach Digital». Consultado el 24 de abril de 2020.                                                    |
| II 84            | II                                                          |                                                             | scores | Sol mayor                                                   | Teclado                                                     |                                                             | V/12                                                        | de Bach, J. B.?                                                                                  | «Bach Digital». Consultado el 24 de abril de 2020.                                                    |
| II 85            | II                                                          |                                                             | scores | Fa menor                                                    | Teclado                                                     | 42: XXXV                                                    | V/12: 114, 122                                              | de Dobenecker?                                                                                   | «Bach Digital». Consultado el 24 de abril de 2020.                                                    |
| 898              | II                                                          |                                                             | scores on B-A-C-H                                                                                                | Si bemol mayor                                              | Teclado                                                     | 42: XXXIV                                                   | V/12                                                        |                                                                                                  | «Bach Digital». Consultado el 24 de abril de 2020.                                                    |
| II 86            | II                                                          |                                                             | Fantasia | Do menor                                                    | Teclado                                                     | 42: 243                                                     | V/12                                                        | de Gronau?                                                                                       | «Bach Digital». Consultado el 24 de abril de 2020.                                                    |
| II 87            | II                                                          |                                                             | scores | Do mayor                                                    | Teclado                                                     |                                                             | V/12                                                        | de Benda?                                                                                        | «Bach Digital». Consultado el 24 de abril de 2020.                                                    |
| 905              | II                                                          |                                                             | Fantasia and Fuga                                                                                                | Re menor                                                    | Teclado                                                     | 42: 179                                                     | V/12: 24                                                    | [ 56 ]                                                                                           | «Bach Digital». Consultado el 24 de abril de 2020.                                                    |
| 907              | II                                                          |                                                             | Fantasia and Fughetta                                                                                            | Si bemol mayor                                              | Teclado                                                     | 42: 268                                                     | V/12: 28                                                    | de de?                                                                                           | «Bach Digital». Consultado el 24 de abril de 2020.                                                    |
| 908              | II                                                          |                                                             | Fantasia and Fughetta                                                                                            | Re mayor                                                    | Teclado                                                     | 42: 272                                                     | V/12: 34                                                    | de de?                                                                                           | «Bach Digital». Consultado el 24 de abril de 2020.                                                    |
| 909              | II                                                          |                                                             | Concerto e Fuga                                                                                                  | Do menor                                                    | Teclado                                                     | 42: 190                                                     | V/12: 38                                                    |                                                                                                  | «Bach Digital». Consultado el 24 de abril de 2020.                                                    |
| 919              | II                                                          |                                                             | Fantasia | Do menor                                                    | Teclado                                                     | 36: 152                                                     | V/12: 48                                                    | de Bach, J. B. or J. B. the Younger?                                                             | «Bach Digital». Consultado el 24 de abril de 2020.                                                    |
| 920              | II                                                          |                                                             | Fantasia | Sol menor                                                   | Teclado                                                     | 42: 183                                                     | V/12                                                        | [ 56 ]                                                                                           | «Bach Digital». Consultado el 24 de abril de 2020.                                                    |
| 923a             | II                                                          |                                                             | Toccatina No. 3 Prelude                                                                                          | La menor                                                    | Teclado                                                     | 42: 279                                                     | V/12: 14                                                    | after BWV 923                                                                                    | «Bach Digital». Consultado el 24 de abril de 2020.                                                    |
| II 89            | II                                                          |                                                             | scores | Do mayor                                                    | Teclado                                                     | 42: XXXIV                                                   | V/12                                                        |                                                                                                  | «Bach Digital». Consultado el 24 de abril de 2020.                                                    |
| II 90            | II                                                          |                                                             | Fuga | Do mayor                                                    | Kb (with ped?)                                              | 38: 213                                                     | IV/11: 58, 61                                               | de Bach, C. P. E. (H 388) or Pachelbel?                                                          | «Bach Digital». Consultado el 24 de abril de 2020.                                                    |
| II 91            | II                                                          |                                                             | scores | Sol mayor                                                   | Teclado                                                     | 42: XXXIV                                                   | V/12                                                        |                                                                                                  | «Bach Digital». Consultado el 24 de abril de 2020.                                                    |
| II 92            | II                                                          |                                                             | scores | Sol mayor                                                   | Teclado                                                     |                                                             | V/12                                                        |                                                                                                  | «Bach Digital». Consultado el 24 de abril de 2020.                                                    |
| II 93            | II                                                          |                                                             | scores | Mi menor                                                    | Teclado                                                     | 42: XXXIV                                                   | V/12                                                        |                                                                                                  | «Bach Digital». Consultado el 24 de abril de 2020.                                                    |
| II 95            | II                                                          |                                                             | scores | Mi menor                                                    | Teclado                                                     | 42: XXXIV                                                   | V/12                                                        |                                                                                                  | «Bach Digital». Consultado el 24 de abril de 2020.                                                    |
| II 96            | II                                                          |                                                             | scores | Re mayor                                                    | Teclado                                                     |                                                             | V/12                                                        | de Bach, C. P. E.? (H 373.5)                                                                     | «Bach Digital». Consultado el 24 de abril de 2020.                                                    |
| II 98            | II                                                          |                                                             | scores | Re menor                                                    | Teclado                                                     |                                                             | V/12                                                        | de Bach, C. P. E.? (H 373.5)                                                                     | «Bach Digital». Consultado el 24 de abril de 2020.                                                    |
| II 99            | II                                                          |                                                             | scores | Re menor                                                    | Teclado                                                     |                                                             | V/12                                                        |                                                                                                  | «Bach Digital». Consultado el 24 de abril de 2020.                                                    |
| II 100           | II                                                          |                                                             | scores | Re menor                                                    | Teclado                                                     |                                                             | V/12                                                        | de Bach, C. P. E.? (H 373.5)                                                                     | «Bach Digital». Consultado el 24 de abril de 2020.                                                    |
| II 101           | II                                                          |                                                             | scores | Sol menor                                                   | Teclado                                                     | 42: XXXV                                                    | V/12: 130                                                   | de Dobenecker?                                                                                   | «Bach Digital». Consultado el 24 de abril de 2020.                                                    |
| II 102           | II                                                          |                                                             | scores | Mi bemol menor                                              | Teclado                                                     |                                                             | V/12                                                        |                                                                                                  | «Bach Digital». Consultado el 24 de abril de 2020.                                                    |
| 897/2            | II                                                          |                                                             | Fuga | La menor                                                    | Teclado                                                     | 42: 175                                                     | V/12                                                        | de Dretzel or Bach, W. F.?                                                                       | «Bach Digital». Consultado el 24 de abril de 2020.                                                    |
| 945              | II                                                          |                                                             | Fuga | Mi menor                                                    | Teclado                                                     | 36: 155                                                     | V/12                                                        | de Graupner?                                                                                     | «Bach Digital». Consultado el 24 de abril de 2020.                                                    |
| 956              | II                                                          |                                                             | Fuga | Mi menor                                                    | Teclado                                                     | 42: 200                                                     | V/12: 70                                                    |                                                                                                  | «Bach Digital». Consultado el 24 de abril de 2020.                                                    |
| 958              | II                                                          |                                                             | Fuga | La menor                                                    | Teclado                                                     | 42: 205                                                     | V/12: 74                                                    |                                                                                                  | «Bach Digital». Consultado el 24 de abril de 2020.                                                    |
| 960              | II                                                          |                                                             | Fuga (incomplete)                                                                                                | Mi menor                                                    | Teclado                                                     | 42: 276                                                     | V/12                                                        | [ 61 ]                                                                                           | «Bach Digital». Consultado el 24 de abril de 2020.                                                    |
| N 207            | II                                                          |                                                             | Fuga | Mi menor                                                    | Teclado                                                     |                                                             | IV/11                                                       | de Seger?                                                                                        | «Bach Digital». Consultado el 24 de abril de 2020.                                                    |
| II 109           | II                                                          |                                                             | scores on B-A-C-H                                                                                                | Sol menor                                                   | Teclado                                                     |                                                             | V/12                                                        |                                                                                                  | «Bach Digital». Consultado el 24 de abril de 2020.                                                    |
| 964              | II                                                          |                                                             | Sonata | Re menor                                                    | Teclado                                                     | 42: 3                                                       | V/12: 78                                                    | after BWV 1003                                                                                   | «Bach Digital». Consultado el 24 de abril de 2020.                                                    |
| II 111           | II                                                          |                                                             | scores | Sol mayor                                                   | Teclado                                                     | 42: XXXV                                                    | V/12                                                        |                                                                                                  | «Bach Digital». Consultado el 24 de abril de 2020.                                                    |
| 968              | II                                                          |                                                             | Adagio | Sol mayor                                                   | Teclado                                                     | 42: 27                                                      | V/12: 94                                                    | after BWV 1005/1                                                                                 | «Bach Digital». Consultado el 24 de abril de 2020.                                                    |
| 969              | II                                                          |                                                             | Toccatina No. 5 Andante                                                                                          | Sol menor                                                   | Teclado                                                     | 42: 218                                                     | V/12: 18                                                    | [ 53 ]                                                                                           | «Bach Digital». Consultado el 24 de abril de 2020.                                                    |
| II 113           | II                                                          | 1725 (AMB)                                                  | Notebook A. M. Bach (1725) No. 3 Minuet                                                                          | Fa mayor                                                    | Teclado                                                     | 432: 25                                                     | V/4: 82                                                     |                                                                                                  | «Bach Digital». Consultado el 24 de abril de 2020.                                                    |
| II 116           | II                                                          | 1725 (AMB)                                                  | Notebook A. M. Bach (1725) No. 7 Minuet                                                                          | Sol mayor                                                   | Teclado                                                     | 432: 28                                                     | V/4: 87                                                     |                                                                                                  | «Bach Digital». Consultado el 24 de abril de 2020.                                                    |
| II 117           | II                                                          | 1725 (AMB)                                                  | Notebook A. M. Bach (1725) No. 8a and 8b two Polonaises                                                          | Fa mayor                                                    | Teclado                                                     | 432: 28                                                     | V/4: 88                                                     |                                                                                                  | «Bach Digital». Consultado el 24 de abril de 2020. «Bach Digital». Consultado el 24 de abril de 2020. |
| II 118           | II                                                          | 1725 (AMB)                                                  | Notebook A. M. Bach (1725) No. 9 Minuet                                                                          | Si bemol mayor                                              | Teclado                                                     | 432: 29                                                     | V/4: 89                                                     |                                                                                                  | «Bach Digital». Consultado el 24 de abril de 2020.                                                    |
| II 119           | II                                                          | 1725 (AMB)                                                  | Notebook A. M. Bach (1725) No. 10 Polonaise                                                                      | Sol menor                                                   | Teclado                                                     | 432: 30                                                     | V/4: 90                                                     |                                                                                                  | «Bach Digital». Consultado el 24 de abril de 2020.                                                    |
| II 120           | II                                                          | 1725 (AMB)                                                  | Notebook A. M. Bach (1725) No. 14 Minuet                                                                         | La menor                                                    | Teclado                                                     | 432: 31                                                     | V/4: 92                                                     |                                                                                                  | «Bach Digital». Consultado el 24 de abril de 2020.                                                    |
| II 121           | II                                                          | 1725 (AMB)                                                  | Notebook A. M. Bach (1725) No. 15 Minuet                                                                         | Do menor                                                    | Teclado                                                     | 432: 32                                                     | V/4: 92                                                     |                                                                                                  | «Bach Digital». Consultado el 24 de abril de 2020.                                                    |
| II 126           | II                                                          | 1725 (AMB)                                                  | Notebook A. M. Bach (1725) No. 22 Musette                                                                        | Re mayor                                                    | Teclado                                                     | 432: 35                                                     | V/4: 99                                                     |                                                                                                  | «Bach Digital». Consultado el 24 de abril de 2020.                                                    |
| II 127           | II                                                          | 1725 (AMB)                                                  | Notebook A. M. Bach (1725) No. 23 March                                                                          | Mi bemol mayor                                              | Teclado                                                     | 432: 35                                                     | V/4: 100                                                    | de Bach, C. P. E.                                                                                | «Bach Digital». Consultado el 24 de abril de 2020.                                                    |
| II 128           | II                                                          | 1725 (AMB)                                                  | Notebook A. M. Bach (1725) No. 24 (Polonaise)                                                                    | Re menor                                                    | Teclado                                                     | 432: 36                                                     | V/4: 101                                                    |                                                                                                  | «Bach Digital». Consultado el 24 de abril de 2020.                                                    |
| II 132           | II                                                          | 1725 (AMB)                                                  | Notebook A. M. Bach (1725) No. 36 Minuet                                                                         | Re menor                                                    | Teclado                                                     | 432: 48                                                     | V/4: 125                                                    |                                                                                                  | «Bach Digital». Consultado el 24 de abril de 2020.                                                    |
| II 151           | II                                                          |                                                             | Concerto | Do mayor                                                    | Teclado                                                     | 42: XXXIV                                                   | V/12                                                        |                                                                                                  | «Bach Digital». Consultado el 24 de abril de 2020.                                                    |
| II 152           | II                                                          |                                                             | Concerto | Sol mayor                                                   | Vl Hc                                                       | 42: XXXIV                                                   | VI/5                                                        |                                                                                                  | «Bach Digital». Consultado el 24 de abril de 2020.                                                    |
| 990              | II                                                          |                                                             | Sarabanda con Partitis                                                                                           | Do mayor                                                    | Teclado                                                     | 42: 221                                                     | V/12: 97                                                    | [ 64 ]                                                                                           | «Bach Digital». Consultado el 24 de abril de 2020.                                                    |
| II 153           | II                                                          |                                                             | Sonata | La mayor                                                    | Vl Bc                                                       |                                                             | VI/5                                                        |                                                                                                  | «Bach Digital». Consultado el 24 de abril de 2020.                                                    |
| II 154           | II                                                          |                                                             | Sonata | Mi bemol mayor                                              | Vl Hc                                                       |                                                             | VI/5                                                        | [ 65 ]                                                                                           | «Bach Digital». Consultado el 24 de abril de 2020.                                                    |
| 1020             | II                                                          |                                                             | Sonata | Sol menor                                                   | Vl Hc                                                       | 9: 274                                                      | VI/5                                                        | de Bach, C. P. E.? (H 542.5)                                                                     | «Bach Digital». Consultado el 24 de abril de 2020.                                                    |
| 1022             | II                                                          |                                                             | scores | Fa mayor                                                    | Vl Hc                                                       |                                                             | VI/5: 27                                                    | de Bach, C. P. E.?; after BWV 1021; ↔ BWV 1038                                                   | «Bach Digital». Consultado el 24 de abril de 2020.                                                    |
| 1024             | II                                                          |                                                             | scores | Do menor                                                    | Vl Bc                                                       |                                                             | VI/5                                                        | [ 69 ] [ 70 ]                                                                                    | «Bach Digital». Consultado el 24 de abril de 2020.                                                    |
| 1031             | II                                                          |                                                             | Sonata | Mi bemol mayor                                              | Fl Hc                                                       | 9: 22                                                       | VI/5: 13                                                    | de Bach, C. P. E.? (H 545)                                                                       | «Bach Digital». Consultado el 24 de abril de 2020.                                                    |
| 1033             | II                                                          |                                                             | Sonata | Do mayor                                                    | Fl Bc                                                       | 431: 3                                                      | VI/5: 3                                                     | de Bach, C. P. E.? (H 564.5)                                                                     | «Bach Digital». Consultado el 24 de abril de 2020.                                                    |
| 1038             | II                                                          | 1732–1735                                                   | Sonata | Sol mayor                                                   | Fl Vl Bc                                                    | 9: 219                                                      | VI/5: 45                                                    | de Bach, C. P. E.? (H 590.5); after BWV 1021; ↔ BWV 1022                                         | «Bach Digital». Consultado el 24 de abril de 2020.                                                    |
| 525a             | II                                                          |                                                             | Concerto (Trio sonata)                                                                                           | Do mayor                                                    | Vl Vc Bc                                                    |                                                             | VI/5                                                        | after BWV 525/1, 1032/2, 525/3                                                                   | «Bach Digital». Consultado el 24 de abril de 2020.                                                    |
| II 155           | II                                                          |                                                             | Concerto | La mayor                                                    | Kb Str Bc                                                   |                                                             | VI/5                                                        |                                                                                                  | «Bach Digital». Consultado el 24 de abril de 2020.                                                    |
| I 22             | II                                                          |                                                             | scores | Si bemol mayor                                              | Ob Vl Str Bc                                                |                                                             | VI/5                                                        | de Förster (C.?)?                                                                                | «Bach Digital». Consultado el 24 de abril de 2020.                                                    |
| 1070             | II                                                          |                                                             | Orchestral Suite (No. 5)                                                                                         | Sol menor                                                   | Str Bc                                                      | 451: 190                                                    | VI/5                                                        | de Bach, W. F.?                                                                                  | «Bach Digital». Consultado el 24 de abril de 2020.                                                    |
| Anh. III         | Obras de otros compositores, espúriamente atribuidas a Bach | Obras de otros compositores, espúriamente atribuidas a Bach | Obras de otros compositores, espúriamente atribuidas a Bach                                                      | Obras de otros compositores, espúriamente atribuidas a Bach | Obras de otros compositores, espúriamente atribuidas a Bach | Obras de otros compositores, espúriamente atribuidas a Bach | Obras de otros compositores, espúriamente atribuidas a Bach | Obras de otros compositores, espúriamente atribuidas a Bach                                      | |
| III 156          | III                                                         |                                                             | Cantata Herr Christ, der einge Gottes Sohn (Annunciation)                                                        |                                                             | SATB Str Bc                                                 |                                                             |                                                             | de Telemann (TWV 1:732)                                                                          | «Bach Digital». Consultado el 24 de abril de 2020.                                                    |
| III 157          | III                                                         |                                                             | Cantata Ich habe Lust zu scheiden (Purification)                                                                 |                                                             | s 2Fl Str Bc                                                |                                                             |                                                             | de Telemann (TWV 1:836)                                                                          | «Bach Digital». Consultado el 24 de abril de 2020.                                                    |
| 15               | III                                                         | 1726-04-21 (JSB)                                            | Cantata Denn du wirst meine véasele nicht en der Hölle lassen (Pascua)                                           |                                                             | satbSATB 3Tr Tmp Str Bc                                     | 2: 135                                                      | I/41                                                        | de Bach, J. L. (JLB 21); texto en Meiningen, 1704                                                | «Bach Digital». Consultado el 24 de abril de 2020.                                                    |
| 141              | III                                                         |                                                             | Cantata Das ist je gewißlich wahr (3rd Sunday of Advent)                                                         |                                                             | atbSATB 2Ob Str Bc                                          | 30: 3                                                       | I/41                                                        | de Telemann (TWV 1:183)                                                                          | «Bach Digital». Consultado el 24 de abril de 2020.                                                    |
| 145/b            | III                                                         |                                                             | Cantata movement So du mit deinem Munde bekennest Jesum (Pascua)                                                 |                                                             | SATB Tr Str Bc                                              | 30: 96                                                      | I/10: 142                                                   | de Telemann (TWV 1:1350/1); → BWV 145/2                                                          | «Bach Digital». Consultado el 24 de abril de 2020.                                                    |
| 160              | III                                                         | 1725–1732?                                                  | Cantata Ich weiß, daß mein Erlöser lebt (Pascua)                                                                 | Do mayor                                                    | t Vl Bas Bc                                                 | 32: 171                                                     | I/41                                                        | de Telemann (TWV 1:877)                                                                          | «Bach Digital». Consultado el 24 de abril de 2020.                                                    |
| 218              | III                                                         |                                                             | Cantata Gott der Hoffnung erfülle euch (Pentecost)                                                               |                                                             | satbSATB 2Hn Str Bc                                         | 41: 223                                                     |                                                             | de Telemann (TWV 1:634)                                                                          | «Bach Digital». Consultado el 24 de abril de 2020.                                                    |
| 219              | III                                                         |                                                             | Cantata Siehe, es hat überwunden der Löwe (Michaelmas)                                                           |                                                             | sabSATB Str Bc                                              | 41: 239                                                     |                                                             | de Telemann (TWV 1:1328)                                                                         | «Bach Digital». Consultado el 24 de abril de 2020.                                                    |
| 222              | III                                                         |                                                             | Cantata Mein Odem ist schwach (Purification)                                                                     |                                                             | sabSATB Str Bc                                              |                                                             |                                                             | de Bach, J. Ernst; → BWV Anh. 165                                                                | «Bach Digital». Consultado el 24 de abril de 2020.                                                    |
| III 158          | III                                                         |                                                             | Aria "Andrò dall'colle al Prato"                                                                                 |                                                             | s 2Fl (2Hn) Str Bc                                          |                                                             |                                                             | de Bach, J. C.                                                                                   | «Bach Digital». Consultado el 24 de abril de 2020.                                                    |
| III 160          | III                                                         | 1750–1755? (Harrer?)                                        | Motet Jauchzet dem Herrn alle Welt, TWV 8:10                                                                     | Do mayor                                                    | 2SATB                                                       |                                                             | III/3: 15                                                   | pasticcio (Telemann, Bach); texto after Psalm 100; /2 after BWV 28/2, 28/2a; /3 after TWV 1:1066 | «Bach Digital». Consultado el 24 de abril de 2020.                                                    |
| III 161          | III                                                         |                                                             | Motet Kündlich groß ist das gottselige Geheimnis/1 (Christmas)                                                   | Re mayor                                                    | SATB Str? Bc                                                |                                                             | III/3                                                       | de Graun (C. H.?), precedes laudes A and B of BWV 243a                                           | «Bach Digital». Consultado el 24 de abril de 2020.                                                    |
| III 162          | III                                                         |                                                             | Motet Lob und Ehre und Weisheit und Dank                                                                         |                                                             | 2SATB                                                       |                                                             | III/3                                                       | de Wagner, G. G.                                                                                 | «Bach Digital». Consultado el 24 de abril de 2020.                                                    |
| III 163          | III                                                         |                                                             | Motet Merk auf, mein Herz, und sieh dorthin                                                                      |                                                             | 2SATB                                                       |                                                             | III/3                                                       | de Bach, J. B. or J. Ernst                                                                       | «Bach Digital». Consultado el 24 de abril de 2020.                                                    |
| III 164          | III                                                         |                                                             | scores |                                                             | SSATB                                                       |                                                             | III/3: 52                                                   | de Altnickol                                                                                     | «Bach Digital». Consultado el 24 de abril de 2020.                                                    |
| III 165          | III                                                         |                                                             | Motet Unser Wandel ist im Himmel                                                                                 |                                                             | SATB                                                        |                                                             | III/3                                                       | de Bach, J. Ernst; after BWV 222/3 /4 /6                                                         | «Bach Digital». Consultado el 24 de abril de 2020.                                                    |
| III 166          | III                                                         | 1716 (JLB) 1729 (JSB)                                       | Kyrie–Gloria Mass Missa sopra cantilena "Allein Gott en der Höh' sei Ehr"                                        | Mi menor                                                    | SSATB 2Vl 2Vla Vc Bc                                        | 111: XV 41: 276                                             | II/9                                                        | de Bach, J. L. (JLB 38), start of Gloria arr. de Bach                                            | «Bach Digital». Consultado el 24 de abril de 2020.                                                    |
| II 24            | III                                                         | 1715–1717, 1724 (JSB)                                       | Kyrie–Gloria Mass                                                                                                | La menor                                                    | SATB Str Bc                                                 | 111: XV                                                     | II/9                                                        | after Missa Sancti Lamberti de Pez, J. C.                                                        | «Bach Digital». Consultado el 24 de abril de 2020.                                                    |
| II 26            | III                                                         | 1727–1732 (JSB)                                             | scores | Do menor                                                    | satbSATB 3Tbn 2Vl Bc                                        | 41: 193 111: XVI                                            | II/2: 295                                                   | de Durante (alternative Christe: BWV 242)                                                        | «Bach Digital». Consultado el 24 de abril de 2020.                                                    |
| II 27            | III                                                         | c. 1745? (JLK)                                              | Sanctus | Fa mayor                                                    | SATB 2Hn 2Ob Str Bc                                         | 111: XVII                                                   | II/9                                                        | de Krebs, J. L. (Krebs‑WV 104)                                                                   | «Bach Digital». Consultado el 24 de abril de 2020.                                                    |
| III 168          | III                                                         | c. 1747? (WFB)                                              | Kyrie and German Gloria                                                                                          | Sol menor                                                   | sSATB Str Bc                                                | 111: XVII                                                   | II/9                                                        | de Bach, W. F. (BR E1 F 100)                                                                     | «Bach Digital». Consultado el 24 de abril de 2020.                                                    |
| I 21             | III                                                         | c. 1707 (MH)                                                | Magnificat Meine véasel erhebt den Herren                                                                        | La menor                                                    | s Fl 2Vl Bc                                                 | 111: XVIII                                                  | II/9                                                        | de Hoffmann, M.                                                                                  | «Bach Digital». Consultado el 24 de abril de 2020.                                                    |
| III 169          | III                                                         | 1724–1725                                                   | Passion Erbauliche Gedanken auf den Grünen Donnerstag und Charfreitag über den Leidenden Jesum                   |                                                             |                                                             |                                                             |                                                             | texto de Picander partly used en BWV 244 but no other known setting                              | «Bach Digital». Consultado el 24 de abril de 2020.                                                    |
| 8/6              | III                                                         | 1713 (Vet.) 1724-09-24 (JSB)                                | Coral Herrscher über Tod und Leben                                                                               | Mi mayor                                                    | SATB Hn fl 2Oba Str Bc                                      | 1: 241                                                      | I/23: 161, 251                                              | de de; → BWV 8/6                                                                                 | «Bach Digital». Consultado el 24 de abril de 2020. «Bach Digital». Consultado el 24 de abril de 2020. |
| III 170 27/6     | III                                                         | 1652 (Ros.) 1726-10-06 (JSB)                                | Coral Welt, ade, ich bin dein müde                                                                               | Si bemol mayor                                              | SSATB Hn 2Ob Str Bc                                         | 51: 244                                                     | I/23: 221                                                   | de Rosenmüller; → BWV 27/6                                                                       | «Bach Digital». Consultado el 24 de abril de 2020.                                                    |
| 43/11            | III                                                         | 1652 (Pet.) 1726-05-30 (JSB)                                | Coral Du lebensfürst, Herr Jesu Christ                                                                           | Sol mayor                                                   | SATB 3Tr 2Ob Str Bc                                         | 10: 126                                                     | I/12: 164                                                   | de de; → BWV 43/11                                                                               | «Bach Digital». Consultado el 24 de abril de 2020.                                                    |
| 567              | III                                                         |                                                             | Prelude | Do mayor                                                    | Órgano                                                      | 38: 84                                                      | IV/11                                                       | de Krebs, J. L. (Krebs‑WV 401)                                                                   | «Bach Digital». Consultado el 24 de abril de 2020.                                                    |
| III 178          | III                                                         | last third of 17th century                                  | Toccata quasi Fantasia con Fuge                                                                                  | La mayor                                                    | Órgano                                                      | 42: 250                                                     | V/12                                                        | de Reincken?                                                                                     | «Bach Digital». Consultado el 24 de abril de 2020.                                                    |
| II 43            | III                                                         | c. 1788                                                     | scores | Si menor                                                    | Órgano                                                      |                                                             | IV/11                                                       | de de; after H 776/18                                                                            | «Bach Digital». Consultado el 24 de abril de 2020.                                                    |
| II 44            | III                                                         |                                                             | scores | Sol mayor                                                   | Órgano                                                      |                                                             | IV/11                                                       | de Kellner, J. P. or J. C.                                                                       | «Bach Digital». Consultado el 24 de abril de 2020.                                                    |
| II 45            | III                                                         | c. 1799                                                     | scores on B-A-C-H                                                                                                | Si bemol mayor                                              | Órgano                                                      |                                                             | IV/11                                                       | de Knecht                                                                                        | «Bach Digital». Consultado el 24 de abril de 2020.                                                    |
| II 88            | III                                                         | 1765                                                        | scores | Do mayor                                                    | Teclado                                                     |                                                             | V/12                                                        | de Kellner, J. C.                                                                                | «Bach Digital». Consultado el 24 de abril de 2020.                                                    |
| II 97            | III                                                         |                                                             | scores | Fa sostenido mayor                                          | Teclado                                                     | 42: XXXV                                                    | IV/11: 63                                                   | de Krebs, J. L. (Krebs‑WV 409/2)                                                                 | «Bach Digital». Consultado el 24 de abril de 2020.                                                    |
| II 103           | III                                                         | c. 1711–1718 (GFH)                                          | scores | La menor                                                    | Teclado                                                     |                                                             | V/12                                                        | de Handel (scores)                                                                               | «Bach Digital». Consultado el 24 de abril de 2020.                                                    |
| II 104           | III                                                         | c. 1711–1718 (GFH)                                          | scores | Do menor                                                    | Teclado                                                     |                                                             | V/12                                                        | de Handel (scores)                                                                               | «Bach Digital». Consultado el 24 de abril de 2020.                                                    |
| II 105           | III                                                         | c. 1711–1718 (GFH)                                          | scores | Si bemol mayor                                              | Teclado                                                     |                                                             | V/12                                                        | de Handel (scores)                                                                               | «Bach Digital». Consultado el 24 de abril de 2020.                                                    |
| II 106           | III                                                         | c. 1711–1718 (GFH)                                          | scores | Sol menor                                                   | Teclado                                                     |                                                             | V/12                                                        | de Handel (scores)                                                                               | «Bach Digital». Consultado el 24 de abril de 2020.                                                    |
| N 208            | III                                                         | 1747 (JEE)                                                  | Fuga | Mi bemol menor                                              | Teclado                                                     |                                                             | IV/11                                                       | After scores de Eberlin                                                                          | «Bach Digital». Consultado el 24 de abril de 2020.                                                    |
| II 46            | III                                                         |                                                             | scores | Do menor                                                    | Órgano                                                      |                                                             | IV/11                                                       | de Krebs, J. T.                                                                                  | «Bach Digital». Consultado el 24 de abril de 2020.                                                    |
| 692              | III                                                         |                                                             | Preludio coral Ach Gott und Herr (Kirnb. coll. No. 3)                                                            | Do mayor                                                    | Órgano                                                      | 40: 4                                                       | IV/11                                                       | de Walther; after BWV 692a                                                                       | «Bach Digital». Consultado el 24 de abril de 2020.                                                    |
| 692a             | III                                                         |                                                             | Preludio coral Ach Gott und Herr (early version)                                                                 | Do mayor                                                    | Órgano                                                      | 40: 152                                                     | IV/11                                                       | de Walther; → BWV 692                                                                            | «Bach Digital». Consultado el 24 de abril de 2020.                                                    |
| 693              | III                                                         |                                                             | Preludio coral Ach Gott und Herr (Kirnb. coll. No. 4)                                                            | Do mayor                                                    | Órgano                                                      | 40: 5                                                       | IV/11                                                       | de Walther                                                                                       | «Bach Digital». Consultado el 24 de abril de 2020.                                                    |
| 746              | III                                                         | 1715 or earlier (JCFF)                                      | Preludio coral Christ ist erstanden                                                                              | Re menor                                                    | Órgano                                                      | 40: 173                                                     | IV/10                                                       | de Fischer (scores No. 24)                                                                       | «Bach Digital». Consultado el 24 de abril de 2020.                                                    |
| 748              | III                                                         | 1700–1739                                                   | Preludio coral Gott der Vater wohn uns bei                                                                       | Re mayor                                                    | Órgano                                                      | 40: 177                                                     | IV/10                                                       | de Walther; → BWV 748a                                                                           | «Bach Digital». Consultado el 24 de abril de 2020.                                                    |
| 748a             | III                                                         | 1700–1789                                                   | Preludio coral Gott der Vater wohn uns bei (variant)                                                             | Re mayor                                                    | Órgano                                                      |                                                             | IV/10                                                       | de Scholz (arr.)?; after BWV 748                                                                 | «Bach Digital». Consultado el 24 de abril de 2020.                                                    |
| 751              | III                                                         |                                                             | scores (also en Neumeister Collection)                                                                           |                                                             | Órgano                                                      |                                                             | IV/10                                                       | de Bach, J. Michael                                                                              | «Bach Digital». Consultado el 24 de abril de 2020.                                                    |
| 759              | III                                                         |                                                             | Preludio coral Schmücke dich, o liebe véasele                                                                    | Fa mayor                                                    | Órgano                                                      | 40: 181                                                     | IV/10                                                       | de Homilius (scores)                                                                             | «Bach Digital». Consultado el 24 de abril de 2020.                                                    |
| 760              | III                                                         |                                                             | Preludio coral Vater unser im Himmelreich                                                                        |                                                             | Órgano                                                      | 40: 183                                                     | IV/10                                                       | de Böhm                                                                                          | «Bach Digital». Consultado el 24 de abril de 2020.                                                    |
| 761              | III                                                         |                                                             | Preludio coral Vater unser im Himmelreich                                                                        |                                                             | Órgano                                                      | 40: 184                                                     | IV/10                                                       | de Böhm                                                                                          | «Bach Digital». Consultado el 24 de abril de 2020.                                                    |
| 1096             | III                                                         |                                                             | scores (3 versions; Neumeister Corals No. 8)                                                                     | La menor                                                    | Órgano                                                      |                                                             | IV/9: 16, 76                                                | de Pachelbel?                                                                                    | «Bach Digital». Consultado el 24 de abril de 2020.                                                    |
| 1096             | III                                                         | scores (3 versions; Neumeister Corals No. 8)                | | La menor                                                    | Órgano                                                      |                                                             | IV/9: 16, 76                                                | de Pachelbel?                                                                                    | «Bach Digital». Consultado el 24 de abril de 2020.                                                    |
| 771              | III                                                         |                                                             | Coral partita Allein Gott en der Höh sei Ehr                                                                     | Sol mayor                                                   | Órgano                                                      | 40: 195                                                     | IV/11                                                       | de Vetter, A. N.                                                                                 | «Bach Digital». Consultado el 24 de abril de 2020.                                                    |
| II 47            | III                                                         |                                                             | scores | La menor                                                    | Órgano                                                      |                                                             | IV/10                                                       | de Kellner, J. P.                                                                                | «Bach Digital». Consultado el 24 de abril de 2020.                                                    |
| II 47            | III                                                         | scores                                                      | | La menor                                                    | Órgano                                                      |                                                             | IV/10                                                       | de Kellner, J. P.                                                                                | «Bach Digital». Consultado el 24 de abril de 2020.                                                    |
| II 56            | III                                                         | 1735 (Telem.)                                               | scores |                                                             | Órgano                                                      |                                                             | IV/10                                                       | de Telemann (TWV 31:8)                                                                           | «Bach Digital». Consultado el 24 de abril de 2020.                                                    |
| II 57            | III                                                         |                                                             | scores |                                                             | Órgano                                                      |                                                             | IV/10                                                       | de Vogler                                                                                        | «Bach Digital». Consultado el 24 de abril de 2020.                                                    |
| II 61            | III                                                         |                                                             | scores | Fa mayor                                                    | Órgano                                                      |                                                             | IV/10                                                       | de Pachelbel (P 396)                                                                             | «Bach Digital». Consultado el 24 de abril de 2020.                                                    |
| II 73            | III                                                         | 1720–1788                                                   | scores | Fa menor                                                    | Órgano                                                      |                                                             | IV/10                                                       | de Bach, C. P. E.; after BWV 639                                                                 | «Bach Digital». Consultado el 24 de abril de 2020.                                                    |
| III 171          | III                                                         |                                                             | scores |                                                             | Órgano                                                      | 40: 174                                                     | IV/10                                                       | de Pachelbel (P 58)                                                                              | «Bach Digital». Consultado el 24 de abril de 2020.                                                    |
| III 172          | III                                                         |                                                             | scores | Sol mayor                                                   | Órgano                                                      |                                                             | IV/10                                                       | de Krebs, J. L. (Krebs‑WV 524)                                                                   | «Bach Digital». Consultado el 24 de abril de 2020.                                                    |
| 824              | III                                                         | 1720 (WFB)                                                  | Klavierbüchlein WFB No. 47: Suite                                                                                | La mayor                                                    | Teclado                                                     | 36: 231                                                     | V/5: 78                                                     | de Telemann (TWV 32:14)                                                                          | «Bach Digital». Consultado el 24 de abril de 2020.                                                    |
| 835              | III                                                         | 1761 (Kirnb.)                                               | Allemande | La menor                                                    | Teclado                                                     | 42: 267                                                     | V/12                                                        | de Kirnberger (EngK 74)                                                                          | «Bach Digital». Consultado el 24 de abril de 2020.                                                    |
| 838              | III                                                         |                                                             | Allemande and Courante                                                                                           | La mayor                                                    | Teclado                                                     | 42: 265                                                     | V/12                                                        | de Graupner (GWV 849/2 /3)                                                                       | «Bach Digital». Consultado el 24 de abril de 2020.                                                    |
| 840              | III                                                         |                                                             | scores | Sol mayor                                                   | Teclado                                                     |                                                             | V/12                                                        | de Telemann (TWV 32:13/2)                                                                        | «Bach Digital». Consultado el 24 de abril de 2020.                                                    |
| 897/1            | III                                                         | c. 1736–1743 (CHD)                                          | Prelude | La menor                                                    | Teclado                                                     | 42: 173                                                     | V/12                                                        | de Dretzel ("Adagiosissimo")                                                                     | «Bach Digital». Consultado el 24 de abril de 2020.                                                    |
| 962              | III                                                         | c. 1783 (JGA)                                               | Fuga | Mi menor                                                    | Teclado                                                     | 42: 198                                                     | V/12                                                        | de Albrechtsberger (Op. 1/8)                                                                     | «Bach Digital». Consultado el 24 de abril de 2020.                                                    |
| 970              | III                                                         |                                                             | Toccatina No. 6 Presto                                                                                           | Re menor                                                    | Teclado                                                     | 42: XXXIV                                                   | V/12                                                        | de Bach, W. F. (BR A49 F 25/2)                                                                   | «Bach Digital». Consultado el 24 de abril de 2020.                                                    |
| II 94            | III                                                         | 1774 (Kirnb.)                                               | scores | Mi menor                                                    | Teclado                                                     | 42: XXXIV                                                   | V/12                                                        | de Kirnberger (EngK 35)                                                                          | «Bach Digital». Consultado el 24 de abril de 2020.                                                    |
| II 107           | III                                                         |                                                             | scores on B-A-C-H                                                                                                | Do mayor                                                    | Teclado                                                     | 42: XXXIV                                                   | V/12                                                        | de Sorge?                                                                                        | «Bach Digital». Consultado el 24 de abril de 2020.                                                    |
| II 108           | III                                                         |                                                             | scores on B-A-C-H                                                                                                | Do mayor                                                    | Teclado                                                     | 42: XXXIV                                                   | V/12                                                        | de Bach, C. P. E. (H 373) or Sorge?                                                              | «Bach Digital». Consultado el 24 de abril de 2020.                                                    |
| II 110           | III                                                         |                                                             | scores on B-A-C-H                                                                                                | Do menor                                                    | Teclado                                                     | 42: XXXIV                                                   | V/12                                                        | de Sorge?                                                                                        | «Bach Digital». Consultado el 24 de abril de 2020.                                                    |
| II 112           | III                                                         | 1780 (Kirnb.)                                               | scores | Mi menor                                                    | Teclado                                                     |                                                             | V/12                                                        | de Kirnberger (EngK 16)                                                                          | «Bach Digital». Consultado el 24 de abril de 2020.                                                    |
| II 114           | III                                                         | 1725 (AMB)                                                  | Notebook A. M. Bach (1725) No. 4 Minuet                                                                          | Sol mayor                                                   | Teclado                                                     | 432: 26                                                     | V/4: 83                                                     | de Petzold                                                                                       | «Bach Digital». Consultado el 24 de abril de 2020.                                                    |
| II 115           | III                                                         | 1725 (AMB)                                                  | Notebook A. M. Bach (1725) No. 5 Minuet                                                                          | Sol menor                                                   | Teclado                                                     | 432: 26                                                     | V/4: 84                                                     | de Petzold                                                                                       | «Bach Digital». Consultado el 24 de abril de 2020.                                                    |
| II 122           | III                                                         | 1725 (CPE)                                                  | Notebook A. M. Bach (1725) No. 16 March                                                                          | Re mayor                                                    | Teclado                                                     | 432: 32                                                     | V/4: 94                                                     | de Bach, C. P. E. (H 1/1)                                                                        | «Bach Digital». Consultado el 24 de abril de 2020.                                                    |
| II 123           | III                                                         | 1725 (CPE)                                                  | Notebook A. M. Bach (1725) No. 17 Polonaise                                                                      | Sol menor                                                   | Teclado                                                     | 432: 32                                                     | V/4: 95                                                     | de Bach, C. P. E. (H 1/2)                                                                        | «Bach Digital». Consultado el 24 de abril de 2020.                                                    |
| II 124           | III                                                         | 1725 (CPE)                                                  | Notebook A. M. Bach (1725) No. 18 March                                                                          | Sol mayor                                                   | Teclado                                                     | 432: 33                                                     | V/4: 96                                                     | de Bach, C. P. E. (H 1/3)                                                                        | «Bach Digital». Consultado el 24 de abril de 2020.                                                    |
| II 125           | III                                                         | 1725 (CPE)                                                  | Notebook A. M. Bach (1725) No. 19 Polonaise                                                                      | Sol menor                                                   | Teclado                                                     | 432: 33                                                     | V/4: 97                                                     | de Bach, C. P. E. (H 1/4)                                                                        | «Bach Digital». Consultado el 24 de abril de 2020.                                                    |
| II 129           | III                                                         | 1725 (AMB)                                                  | Notebook A. M. Bach (1725) No. 27 Solo per il cembalo                                                            | Mi bemol mayor                                              | Teclado                                                     | 432: 38                                                     | V/4: 104                                                    | de Bach, C. P. E. (H 16)                                                                         | «Bach Digital». Consultado el 24 de abril de 2020.                                                    |
| II 130           | III                                                         | 1725 (AMB)                                                  | Notebook A. M. Bach (1725) No. 28 Polonaise                                                                      | G maj.                                                      | Teclado                                                     | 432: 39                                                     | V/4: 106                                                    | de Hasse                                                                                         | «Bach Digital». Consultado el 24 de abril de 2020.                                                    |
| II 131           | III                                                         | circa 1745?                                                 | Notebook A. M. Bach (1725) No. 32                                                                                | Fa mayor                                                    | Teclado                                                     | 432: 46                                                     | V/4: 121                                                    | de Bach, J. C. (W A22)                                                                           | «Bach Digital». Consultado el 24 de abril de 2020.                                                    |
| II 133           | III                                                         | 1763 or later                                               | scores No. 1 Fantasia                                                                                            | Sol mayor                                                   | Musical clock                                               |                                                             | V/12                                                        | de Bach, W. F. (BR A63 F 207)                                                                    | «Bach Digital». Consultado el 24 de abril de 2020.                                                    |
| II 134           | III                                                         | 1763 or later                                               | scores No. 2 Scherzo                                                                                             | Sol mayor                                                   | Musical clock                                               |                                                             | V/12                                                        | de Bach, W. F. (BR A64 F 207)                                                                    | «Bach Digital». Consultado el 24 de abril de 2020.                                                    |
| II 135           | III                                                         | 1763 or later                                               | scores No. 3 Bourlesca                                                                                           | La menor                                                    | Musical clock                                               |                                                             | V/12                                                        | de Bach, W. F. (BR A65 F 207)                                                                    | «Bach Digital». Consultado el 24 de abril de 2020.                                                    |
| II 136           | III                                                         | 1763 or later                                               | scores No. 4 Trio                                                                                                | La menor                                                    | Musical clock                                               |                                                             | V/12                                                        | de Bach, W. F. (BR A66 F 207)                                                                    | «Bach Digital». Consultado el 24 de abril de 2020.                                                    |
| II 137           | III                                                         | 1763 or later                                               | scores No. 5 L'Intrada della Caccia                                                                              | Mi bemol mayor                                              | Musical clock                                               |                                                             | V/12                                                        | de Bach, W. F. (BR A67 F 207)                                                                    | «Bach Digital». Consultado el 24 de abril de 2020.                                                    |
| II 138           | III                                                         | 1763 or later                                               | scores No. 6 Continuazione della Caccia                                                                          | Mi bemol mayor                                              | Musical clock                                               |                                                             | V/12                                                        | de Bach, W. F. (BR A68 F 207)                                                                    | «Bach Digital». Consultado el 24 de abril de 2020.                                                    |
| II 139           | III                                                         | 1763 or later                                               | scores No. 7 Il Fine delle Caccia I                                                                              | Re mayor                                                    | Musical clock                                               |                                                             | V/12                                                        | de Bach, W. F. (BR A69 F 207)                                                                    | «Bach Digital». Consultado el 24 de abril de 2020.                                                    |
| II 140           | III                                                         | 1763 or later                                               | scores No. 8 Il Fine delle Caccia II                                                                             | Re menor                                                    | Musical clock                                               |                                                             | V/12                                                        | de Bach, W. F. (BR A70 F 207)                                                                    | «Bach Digital». Consultado el 24 de abril de 2020.                                                    |
| II 141           | III                                                         | 1763 or later                                               | scores No. 9 Song "O Gott die Christenheit"                                                                      | Fa mayor                                                    | Musical clock                                               |                                                             | V/12                                                        | de Bach, W. F. (BR A71 F 207)                                                                    | «Bach Digital». Consultado el 24 de abril de 2020.                                                    |
| II 142           | III                                                         | 1763 or later                                               | scores No. 10 Psalm 110                                                                                          | La menor                                                    | Musical clock                                               |                                                             | V/12                                                        | de Bach, W. F. (BR A72 F 207)                                                                    | «Bach Digital». Consultado el 24 de abril de 2020.                                                    |
| II 143           | III                                                         | 1763 or later                                               | scores No. 11 Polonaise                                                                                          | Mi menor                                                    | Musical clock                                               |                                                             | V/12                                                        | de Bach, W. F. (BR A73 F 207)                                                                    | «Bach Digital». Consultado el 24 de abril de 2020.                                                    |
| II 144           | III                                                         | 1763 or later                                               | scores No. 12 Polonaise Trio                                                                                     | La menor                                                    | Musical clock                                               |                                                             | V/12                                                        | de Bach, W. F. (BR A74 F 207)                                                                    | «Bach Digital». Consultado el 24 de abril de 2020.                                                    |
| II 145           | III                                                         | 1763 or later                                               | scores No. 13 March                                                                                              | Do mayor                                                    | Musical clock                                               |                                                             | V/12                                                        | de Bach, W. F. (BR A75 F 207)                                                                    | «Bach Digital». Consultado el 24 de abril de 2020.                                                    |
| II 146           | III                                                         | 1763 or later                                               | scores No. 14 March                                                                                              | Fa mayor                                                    | Musical clock                                               |                                                             | V/12                                                        | de Bach, W. F. (BR A76 F 207)                                                                    | «Bach Digital». Consultado el 24 de abril de 2020.                                                    |
| II 147           | III                                                         | 1763 or later                                               | scores No. 15 La Combattuta                                                                                      | Sol mayor                                                   | Musical clock                                               |                                                             | V/12                                                        | de Bach, W. F. (BR A77 F 207)                                                                    | «Bach Digital». Consultado el 24 de abril de 2020.                                                    |
| II 148           | III                                                         | 1763 or later                                               | scores No. 16 Scherzo                                                                                            | Sol menor                                                   | Musical clock                                               |                                                             | V/12                                                        | de Bach, W. F. (BR A78 F 207)                                                                    | «Bach Digital». Consultado el 24 de abril de 2020.                                                    |
| II 149           | III                                                         | 1763 or later                                               | scores No. 17 Minuet                                                                                             | Sol mayor                                                   | Musical clock                                               |                                                             | V/12                                                        | de Bach, W. F. (BR A79 F 207)                                                                    | «Bach Digital». Consultado el 24 de abril de 2020.                                                    |
| II 150           | III                                                         | 1763 or later                                               | scores No. 18 Trio                                                                                               | Sol menor                                                   | Musical clock                                               |                                                             | V/12                                                        | de Bach, W. F. (BR A80 F 207)                                                                    | «Bach Digital». Consultado el 24 de abril de 2020.                                                    |
| III 177          | III                                                         |                                                             | Prelude and Fuga                                                                                                 | Mi bemol mayor                                              | Teclado                                                     | 36: 88                                                      | V/12: 134                                                   | de Bach, J. Christoph?                                                                           | «Bach Digital». Consultado el 24 de abril de 2020.                                                    |
| III 179          | III                                                         | 1728 (JDH)                                                  | scores | La menor                                                    | Teclado                                                     |                                                             | V/12                                                        | de Heinichen                                                                                     | «Bach Digital». Consultado el 24 de abril de 2020.                                                    |
| III 180          | III                                                         |                                                             | Fuga | Re menor                                                    | Teclado                                                     | 36: 188                                                     | V/12                                                        | de Kellner, J. P.                                                                                | «Bach Digital». Consultado el 24 de abril de 2020.                                                    |
| III 181          | III                                                         |                                                             | scores | La menor                                                    | Teclado                                                     |                                                             | V/12                                                        | de Krebs, J. L. (Krebs‑WV 825/2)                                                                 | «Bach Digital». Consultado el 24 de abril de 2020.                                                    |
| III 182          | III                                                         |                                                             | Passacaglia | Re menor                                                    | Teclado                                                     | 42: 234                                                     | V/12                                                        | de Witt                                                                                          | «Bach Digital». Consultado el 24 de abril de 2020.                                                    |
| III 183          | III                                                         | 1725 (AMB)                                                  | Notebook A. M. Bach (1725) No. 6 Rondeau                                                                         | Si bemol mayor                                              | Teclado                                                     | 432: 27                                                     | V/4: 85                                                     | de Couperin (6ième Ordre: Les Bergeries)                                                         | «Bach Digital». Consultado el 24 de abril de 2020.                                                    |
| 1036             | III                                                         | 1731 (CPE)                                                  | Trio | Re menor                                                    | Vl Hc (2Vl Bc)                                              |                                                             | VI/5                                                        | de Bach, C. P. E. (H 569; Wq 145)                                                                | «Bach Digital». Consultado el 24 de abril de 2020.                                                    |
| 1037             | III                                                         | c. 1740s (JGG)                                              | Sonata | Do mayor                                                    | 2Vl Bc                                                      | 9: 229                                                      | VI/5                                                        | de Goldberg                                                                                      | «Bach Digital». Consultado el 24 de abril de 2020.                                                    |
| III 173          | III                                                         | 1712 (FAB) c. 1723 (JSB)                                    | Invention | Si menor                                                    | Vl Kb                                                       | 451: 172                                                    | VI/5                                                        | de Bonporti (Op. 10 No. 2)                                                                       | «Bach Digital». Consultado el 24 de abril de 2020.                                                    |
| III 174          | III                                                         | 1712 (FAB) c. 1723 (JSB)                                    | Invention | Si bemol mayor                                              | Vl Kb                                                       | 451: 176                                                    | VI/5                                                        | de Bonporti (Op. 10 No. 5)                                                                       | «Bach Digital». Consultado el 24 de abril de 2020.                                                    |
| III 175          | III                                                         | 1712 (FAB) c. 1723 (JSB)                                    | Invention | Do menor                                                    | Vl Kb                                                       | 451: 181                                                    | VI/5                                                        | de Bonporti (Op. 10 No. 6)                                                                       | «Bach Digital». Consultado el 24 de abril de 2020.                                                    |
| III 176          | III                                                         | 1712 (FAB) c. 1723 (JSB)                                    | Invention | Re mayor                                                    | Vl Kb                                                       | 451: 185                                                    | VI/5                                                        | de Bonporti (Op. 10 No. 7)                                                                       | «Bach Digital». Consultado el 24 de abril de 2020.                                                    |
| III 184          | III                                                         | c. 1747 (Zuc.)                                              | Sonata | La menor                                                    | Vl Bc                                                       |                                                             | VI/5                                                        | de Zuccari (scores No. 10)                                                                       | «Bach Digital». Consultado el 24 de abril de 2020.                                                    |
| III 185          | III                                                         |                                                             | Sonata | Re mayor                                                    | 2Vl Bc                                                      |                                                             | VI/5                                                        | de Bach, C. P. E. (H 585; ≈H 507; Wq 74)                                                         | «Bach Digital». Consultado el 24 de abril de 2020.                                                    |
| III 186          | III                                                         |                                                             | scores | Fa mayor                                                    | 2Vl Bc                                                      |                                                             | VI/5                                                        | de Bach, C. P. E. (H 576; Wq 154)                                                                | «Bach Digital». Consultado el 24 de abril de 2020.                                                    |
| III 187          | III                                                         |                                                             | scores | Fa mayor                                                    | Bas Fl Vne                                                  |                                                             | VI/5                                                        | de Bach, C. P. E. (H 589)                                                                        | «Bach Digital». Consultado el 24 de abril de 2020.                                                    |
| III 188          | III                                                         | c. 1740 (WFB)                                               | Sonata (Concerto)                                                                                                | Fa mayor                                                    | 2Hc                                                         | 431: 47                                                     | V/12                                                        | de Bach, W. F. (BR A12 F 10)                                                                     | «Bach Digital». Consultado el 24 de abril de 2020.                                                    |
| I 23             | III                                                         | 1710 (Alb.) circa 1710 (JSB)                                | scores | Mi menor                                                    | 2Vl Va Vc Vne                                               |                                                             | VI/5                                                        | de Albinoni (Op. 2 No. 4 = 2nd Concerto)                                                         | «Bach Digital». Consultado el 24 de abril de 2020.                                                    |
| III 189          | III                                                         | 1745–1747 (JSB)                                             | scores | La menor                                                    | Hc Str Bc                                                   |                                                             | VI/5                                                        | de Bach, C. P. E. (H 403; Wq 1)                                                                  | «Bach Digital». Consultado el 24 de abril de 2020.                                                    |
| Anh. N           | Nuevas inclusiones al Anhang                                | Nuevas inclusiones al Anhang                                | Nuevas inclusiones al Anhang                                                                                     | Nuevas inclusiones al Anhang                                | Nuevas inclusiones al Anhang                                | Nuevas inclusiones al Anhang                                | Nuevas inclusiones al Anhang                                | Nuevas inclusiones al Anhang                                                                     | |